# I bambini di Golzow
I bambini di Golzow (Die Kinder von Golzow) è un documentario sulla vita di alcuni bambini, seguiti per anni nell'arco della loro crescita e maturazione, all'interno della cittadina di Golzow, piccolo paese della Germania dell'Est al confine con la Polonia.
Con le sue 42 ore è il film documentario più lungo della storia del cinema.
Il regista Winfried Junge, da poco diplomato alla Scuola superiore di cinema di Potsdam-Babelsberg, venne incaricato, nel 1961, dal dipartimento film documentari della DEFA (gli studi cinematografici dell'ex Germania dell'Est) di produrre un documentario che mostrasse la realizzazione dell'ideale di "socialismo reale", seguendo per tutto il tempo che avesse ritenuto necessario, l'evoluzione del paese di Golzow e dei suoi abitanti, presentato come esempio realizzato di socialismo reale. Al regista venne chiesto di mostrare "come il socialismo trasforma una regione rurale arretrata in zona-modello, attraverso le vite di quei bambini". Ne risultò il più lungo documentario cinematografico, anche dal punto di vista del periodo temporale mostrato (circa mezzo secolo), che ebbe la ventura di abbracciare anche la caduta del muro di Berlino e la dissoluzione della DDR.
Il documentario è stato trasmesso in Italia su Rai 3, all'interno della programmazione di Fuori orario. Cose (mai) viste, nel 2011 durante 12 notti a partire dalla notte tra il 12 e il 13 marzo.

## Episodi
- 1961 1. Quando andrò a scuola... (Wenn ich erst zur Schule geh) (13 min, b/w)
- 1962 2. Un anno dopo (Nach einem Jahr - Beobachtungen in einer ersten Klasse) (14 min, b/w)
- 1966 3. Undici anni (Elf Jahre alt) (29 min, b/w)
- 1969 4. Quando si hanno quattordici anni (Wenn man vierzehn ist) (36 min, b/w)
- 1971 5. L'esame (Die Prüfung) (19 min, b/w)
- 1975 6. Ho parlato con una ragazza (Ich sprach mit einem Mädchen) (30 min, b/w)
- 1979/80 7. Non risparmiate grazia né fatica (Anmut sparet nicht noch Mühe) (107 min)
- 1980 8. Cronache di vita (Lebensläufe - Die Geschichte der Kinder von Golzow in einzelnen Portraits) (257 min, 2 parti)
- 1984 9. Gente di Golzow (Diese Golzower - Umstandsbestimmung eines Ortes) (100 min)
- 1992 10. Soggetto: i tempi (Drehbuch: Die Zeiten; Drei Jahrzehnte mit den Kindern von Golzow und der DEFA) (284 min, 3 parti)
- 1994 11. La storia di Jürgen (Das Leben des Jürgen von Golzow) (192 min, 2 parti)
- 1995 12. La storia di zio Willy di Golzow (Die Geschichte vom Onkel Willy aus Golzow) (145 min)
- 1996/97 13. Che ve ne importa della mia vita? Elke, bambina di Golzow (Was geht euch mein Leben an - Elke, Kind von Golzow) (125 min)
- 1996/97 14. Eccovi la mia vita: Marieluise (Da habt ihr mein Leben - Marieluise, Kind von Golzow) (141 min)
- 1998 15. Brigitte e Marcel (Brigitte und Marcel - Golzower Lebenswege) (110 min)
- 1999 16. Un tipo come Dieter (Ein Mensch wie Dieter - Golzower) (122 min)
- 2001 17. Jochen uno di Golzow nato a Philadelphia (Jochen - ein Golzower aus Philadelphia) (119 min)
- 2002 18. Volevo essere una guardia forestale (Eigentlich wollte ich Förster werden - Bernd aus Golzow) (142 min)
- 2006 19. E vissero felici e contenti... (Und wenn sie nicht gestorben sind... - Das Ende der unendlichen Geschichte) (278 min, 2 parti)
- 2007 20. ...fino ad oggi (...dann leben sie noch heute - Das Ende der unendlichen Geschichte) (290 min, 2 parti)